# Grande Prêmio da África do Sul de 1972
Resultados do Grande Prêmio da África do Sul de Fórmula 1 realizado em Kyalami em 4 de março de 1972. Segunda etapa da temporada, foi vencido pelo neozelandês Denny Hulme, da McLaren-Ford.

## Resumo
Nesse Grande Prêmio, houve a estreia do piloto brasileiro José Carlos Pace.
Após a corrida sul-africana foi realizada uma edição extraoficial do Grande Prêmio do Brasil e cancelado o Grande Prêmio dos Estados Unidos previsto para 9 de abril na Califórnia.

## Classificação da prova
| Pos    | Nº | Piloto               | Construtor     | Voltas | Tempo/Diferença      | Grid | Pontos |
| ------ | -- | -------------------- | -------------- | ------ | -------------------- | ---- | ------ |
| 1      | 12 | Denny Hulme          | McLaren-Ford   | 79     | 1:45:49.1            | 5    | 9      |
| 2      | 8  | Emerson Fittipaldi   | Lotus-Ford     | 79     | + 14.1               | 3    | 6      |
| 3      | 14 | Peter Revson         | McLaren-Ford   | 79     | + 25.8               | 12   | 4      |
| 4      | 7  | Mario Andretti       | Ferrari        | 79     | + 38.5               | 6    | 3      |
| 5      | 3  | Ronnie Peterson      | March-Ford     | 79     | + 49.0               | 9    | 2      |
| 6      | 19 | Graham Hill          | Brabham-Ford   | 78     | + 1 volta            | 14   | 1      |
| 7      | 4  | Niki Lauda           | March-Ford     | 78     | + 1 volta            | 21   |        |
| 8      | 5  | Jacky Ickx           | Ferrari        | 78     | + 1 volta            | 7    |        |
| 9      | 2  | François Cevert      | Tyrrell-Ford   | 78     | + 1 volta            | 8    |        |
| 10     | 9  | Dave Walker          | Lotus-Ford     | 78     | + 1 volta            | 19   |        |
| 11     | 21 | Henri Pescarolo      | March-Ford     | 78     | + 1 volta            | 22   |        |
| 12     | 6  | Clay Regazzoni       | Ferrari        | 77     | + 2 voltas           | 2    |        |
| 13     | 25 | Rolf Stommelen       | Eifelland-Ford | 77     | + 2 voltas           | 25   |        |
| 14     | 24 | Helmut Marko         | BRM            | 76     | + 3 voltas           | 23   |        |
| 15     | 15 | Chris Amon           | Matra          | 76     | + 3 voltas           | 13   |        |
| 16     | 27 | John Love            | Surtees-Ford   | 73     | Acidente             | 26   |        |
| 17     | 22 | José Carlos Pace     | March-Ford     | 73     | + 6 voltas           | 24   |        |
| NC     | 23 | Howden Ganley        | BRM            | 70     | + 9 voltas           | 16   |        |
| NC     | 18 | Andrea de Adamich    | Surtees-Ford   | 69     | + 10 voltas          | 20   |        |
| NC     | 11 | Peter Gethin         | BRM            | 65     | + 14 voltas          | 18   |        |
| Ret    | 10 | Jean-Pierre Beltoise | BRM            | 61     | Motor                | 11   |        |
| Ret    | 1  | Jackie Stewart       | Tyrrell-Ford   | 45     | Câmbio               | 1    |        |
| Ret    | 17 | Mike Hailwood        | Surtees-Ford   | 28     | Suspensão            | 4    |        |
| Ret    | 20 | Carlos Reutemann     | Brabham-Ford   | 27     | Fuel System          | 15   |        |
| Ret    | 16 | Tim Schenken         | Surtees-Ford   | 9      | Motor                | 10   |        |
| Ret    | 26 | Dave Charlton        | Lotus-Ford     | 2      | Bomba de combustível | 17   |        |
| DNS    | 28 | William Ferguson     | Brabham-Ford   |        | Motor                |      |        |
| Fonte: |    |                      |                |        |                      |      |        |

## Tabela do campeonato após a corrida
|   | Pos. | Piloto             | Pontos |
| - | ---- | ------------------ | ------ |
| 1 | 1    | Denny Hulme        | 15     |
| 1 | 2    | Jackie Stewart     | 9      |
| 9 | 3    | Emerson Fittipaldi | 6      |
| 1 | 4    | Jacky Ickx         | 4      |
| 7 | 5    | Peter Revson       | 4      |

|   | Pos. | Construtor   | Pontos |
| - | ---- | ------------ | ------ |
| 1 | 1    | McLaren-Ford | 15     |
| 1 | 2    | Tyrrell-Ford | 9      |
|   | 3    | Ferrari      | 7      |
| 4 | 4    | Lotus-Ford   | 6      |
|   | 5    | March-Ford   | 3      |

- Nota: Somente as primeiras cinco posições estão listadas. A temporada de 1972 foi dividida em dois blocos de seis corridas onde cada piloto descartaria um resultado. Neste ponto esclarecemos: na tabela dos construtores figurava somente o melhor resultado dentre os carros do mesmo time.